# Neoleptura alpina
Neoleptura alpina là một loài bọ cánh cứng trong họ Cerambycidae.